# 1888年鐵路
此條目列出1888年發生有關鐵路運輸的事件。

## 事件

### 3月
- 3月：唐蘆鐵路延長至大沽口。

### 5月
- 5月30日：山頂纜車通車。

### 8月
- 8月25日：劉銘傳鐵路台北火車碼頭（大稻埕車站）至錫口火車碼頭（今松山車站）段通車試運轉。

### 9月
- 9月10日：密爾沃基鐵路首次營運有電燈的列車。
- 9月18日：加拿大太平洋鐵路首班營運列車開出。

### 10月
- 10月3日：唐蘆鐵路延長至天津，改名唐津鐵路，並於10月9日舉行通車典禮。

### 11月
- 11月1日：山陽鐵道兵庫至明石段通車。

### 12月
- 12月18日：劉銘傳鐵路台北（今大稻埕）至錫口（今松山）段正式通車。
- 12月23日：山陽鐵道明石至姬路段通車。